# Кояма, Цутому
Цутому Кояма (яп. 小山 勉 Кояма Цутому) (26 июля 1936, Сакаиде, префектура Кагава, Япония — 2 июля 2012, Одавара, префектура Канагава, Япония) — японский волейболист и тренер, бронзовый призёр летних Олимпийских игр в Токио (1964).

## Биография
Выступал за клуб Fujifilm Planets. На летних Олимпийских играх в Токио (1964) в составе национальной сборной провел девять матчей и стал бронзовым призёром. После завершения карьеры игрока работал тренером, в 1972 году был назначен главным тренером мужской сборной Японии, в 1976 году под его руководством она заняла четвёртое место на летних Играх в Монреале. Затем находился на административной работе: член исполкома Японской ассоциации волейбола (1973—1977 и 1983—1995), её председатель (1989—1995).
В 1986—1988 годах вновь возглавлял мужскую национальную сборную, однако на Олимпиаде в Сеуле (1988) она заняла лишь десятое место. До своей смерти являлся директором-распорядителем Японской ассоциации волейбола.